# Torrevieja Club de Fútbol
El Torrevieja Club de Fútbol (en valencià Torrevella Club de Futbol) és un equip de futbol de la ciutat de Torrevella (Baix Segura). Va ser fundat en 1971 i és el club més antic de Torrevella. És l'únic club torrevellenc que ha arribat a militar en Segona Divisió B espanyola, ho va fer durant 5 temporades arribant a disputar la Copa del Rei i apareixent en travesses de futbol. Actualment està centrat en la formació de jugadors joves i té una estructura completa a nivell de futbol base. Així mateix té també un primer equip que milita en la categoria de 2ª Regional. Té un acord de filialidad amb el València Club de Futbol.
Han format part de l'estructura organitzativa del club des de la fundació els entrenadors Casimiro Torres i Juan Ignacio Martínez.

## Història
L'any 1971 es forma el club Torrevella Club de Futbol, en aquesta mateixa data es construeix l'actual camp de futbol "Vicente García" amb l'objectiu que el club disputara competicions oficials. El camp es va inaugurar un 18 de novembre de 1971 disputant una trobada amistosa contra el mític Hèrcules C.F.
En aquest mateix any el club comença la marxa en competicions oficials en la Segona Regional valenciana, ascendint categories fins que l'any 1976 va aconseguir la Regional Preferent, i dos anys després va aconseguir l'ascens a Tercera Divisió. En aquesta època la cateogría només disposava de 6 grups, per la qual cosa el Torrevella C.F. es va enfrontar a equips tan importants com el Mallorca, Cartagena, Eldense, CE Alcoià, Albacete Balompié, etc. Va ser en aquest mateix any quan es va acabar de construir el camp "Vicente García", ja que en la inauguració només es va construir una graderia (la de ponent). Les altres tres les construirien ciutadans en el seu temps lliure.
Van haver de passar 10 anys perquè el Torrevella C.F. aconseguira l'ascens a Segona B, això va succeir el 15 de maig de 1988, l'ascens va ser tota una festa en la localitat. Tant en tercera divisió com en 2a B el Torrevella C.F. va disputar diverses vegades la Copa del Rei, i va aparéixer fins i tot en diverses quinieles. En aquesta categoria es va enfrontar a equips mítics com el Tenerife, Español, Murcia, etc. El Torrevella C.F. va competir en aquesta categoria durant 5 temporada fins que, a causa de la situació econòmica del club, va descendir a Tercera Divisió l'any 1993. En aquest mateix any el club va ser descendit per la Federació a la categoria de Regional Preferent a causa dels deutes que arrossegava tant amb jugadors com amb creditors. Posteriorment va seguir descendint fins a arribar a la categoria de Segona Regional. A partir d'aquest moment el club s'ha dedicat en exclusiva a la formació de jugadors i és l'equip de futbol base de Torrevella. Durant tot aquest període el club ha aconseguit l'ascens a Lliga Juvenil Nacional i l'ascens a Primera Regional amb el seu primer equip.
L'any 2008 assumeix la presidència del club D. Joaquín Sala Buades, càrrec en el qual està fins a desembre de 2017.El gener de 2018 és triat president del club D. Manuel Antonio Ballester Herrera, qui ha estat metge tant del Torrevella Club de Futbol com del Club Esportiu Torrevella. Actualment és metge de la Regidoria d'Esports de Torrevella.

## Escut
L'escut del Torrevella Club de Futbol representa l'essència de la ciutat de Torrevella. Naix alhora que el club l'any 1971, s'ha modificat parcialment amb el pas del temps. Està format pels següents elements:
- Pilota: En la part més alta de l'escut trobem una pilota, element essencial de l'esport del futbol.
- Franges verticals blaves i blanques: La part esquerra de l'escut està formada per franges blanques i blaves que representen els dos elements més importants de la ciutat, la sal i l'aigua.
- Torre semidestruida: Representa a la torre que va ser semidestruida pel terratrèmol de 1829.
- Barco veler: Representa la faceta nàutica de la nostra ciutat, així com el mitjà de transport utilitzat en l'època per transportar sal.
- Gavines: Ocells característics d'una ciutat de mar com Torrevella, solen acompanyar als vaixells pesquers en les entrades i eixides a port.

## Instal·lacions
El Torrevella Club de Futbol actualment utilitza les instal·lacions de la Regidoria d'Esports de l'Ajuntament de Torrevella que estan formades pels següents camps de futbol:
- Estadi Vicente García: Camp de futbol 11 de gespa natural.
- Camp Nelson Mandela: Camp de futbol 11 de gespa artificial.
- Camp Esteban Rosado: Camp de futbol 11 o dos de futbol 8 de gespa artificial.
- Camp Gabriel Samper: Camp de futbol 11 o dos de futbol 8 de gespa artificial.
- Camp Nito: Camp de futbol 11 o dos de futbol 8 de gespa artificial.

## Equips i categories
Els equips i les seues respectives categories per a la Temporada 2018/2019 del Torrevella Club de Futbol són els següents:
- Sènior

Masculí: Segona Regional
Femení: Segona Regional
- Juvenil

A: Preferent Juvenil
B: Primera Regional Juvenil
- Cadet

A: Preferent Cadet
B: Primera Regional Cadet
C: Segona Regional Cadet
- Infantil

A: Preferent Infantil
B: Segona Regional Infantil
C: Segona Regional Infantil
- Aleví

A i B: Aleví Provincial Segon Any
C i D: Aleví Provincial Primer Any
I, F, G i Femení: Lliga Brave
- Benjamí

A i B: Benjamí Provincial Segon ANY
C i D: Benjamí Provincial Primer Any
I: Lliga Brave
- Prebenjamí 2011

A i B: Lliga Brave
- Prebenjamí 2012

A: Lliga Brave

## Uniformitat
Uniforme titular: Samarreta blanca amb mànigues blaves, pantalons blaus i calces blaves.
Uniforme alternatiu: Samarreta grisa amb mànigues negres, pantalons negres i calces negres.